# 马尔藏
马尔藏（法語：Marzan，法語發音：[maʁzɑ̃]）是法国莫尔比昂省的一个市镇，属于瓦讷区。

## 地理
马尔藏（47°32'27"N, 2°19'26"W）面积33.84 平方千米，位于法国布列塔尼大區莫尔比昂省，该省份为法国西北部沿海省份，位于布列塔尼半岛南部，北起阿摩尔滨海省、西接菲尼斯泰尔省，南濒大西洋，东南接大西洋卢瓦尔省，东临伊勒-维莱讷省。
与马尔藏接壤的市镇（或旧市镇、城区）包括：佩欧勒、尼维亚克、拉罗什贝尔纳、费雷勒、阿尔扎勒、米济亚克、努瓦亚勒-米济亚克、勒盖尔诺。
马尔藏的时区为UTC+01:00、UTC+02:00（夏令时）。

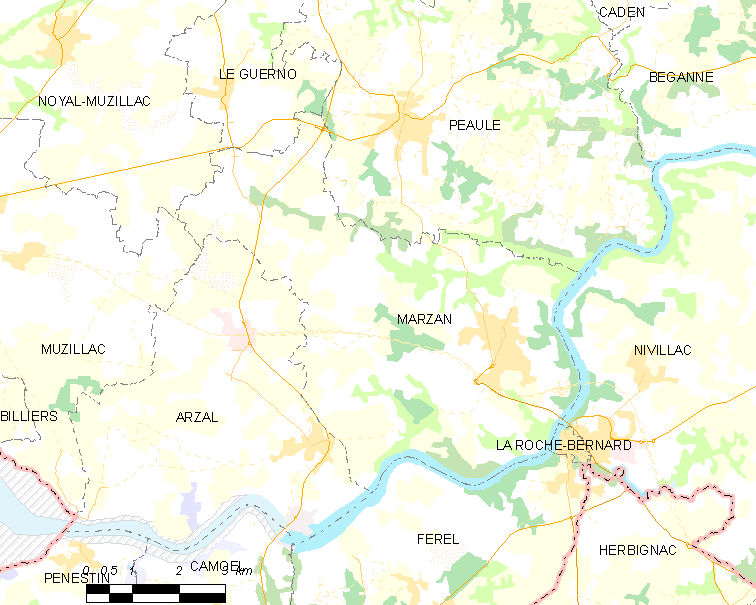
马尔藏的OSM定位图

## 行政
马尔藏的邮政编码为56130，INSEE市镇编码为56126。

## 政治
马尔藏所属的省级选区为米济亚克县。

## 人口

1962-2008年间马尔藏人口变化图示

马尔藏于2022年1月1日时的人口数量为2611人。